# Silke-Petra Bergjan
Silke-Petra Bergjan  (* 1962) ist eine Schweizer evangelische Kirchenhistorikerin. Sie ist Professorin für Kirchengeschichte an der Universität Zürich.

## Leben
Nach dem Studium der evangelischen Theologie in Bethel, Zürich, Jerusalem und München wurde sie als wissenschaftliche Assistentin am Institut für Kirchengeschichte an der evangelisch-theologischen Fakultät der Ludwig-Maximilians-Universität München mit der Arbeit Theodoret von Cyrus und der Neunizänismus. Aspekte der Alt-kirchlichen Trinitätslehre 1992 promoviert. Von 1991 bis 1993 war sie Stabsmitglied der Kommission für Glaube und Kirchenverfassung des ökumenischen Rates der Kirchen in Genf. Wissenschaftliche Assistentin war sie von 1993 bis 1999 am Institut für Urchristentum und Antike an der Theologischen Fakultät der Humboldt-Universität zu Berlin, wo sie mit der Arbeit Der fürsorgliche Gott. Der Begriff der Pronoia Gottes in der griechischen apologetischen Literatur der Alten Kirche habilitiert wurde. Als Visiting Fellow/Visiting Scholar forschte sie von 1999 bis 2000 am Institute of Advanced Studies in Religion/St Edmund’s College, University of Cambridge. Von 2000 bis 2003 war sie Assistenzprofessorin und seit 2003 ist sie außerordentliche Professorin für Kirchen- und Theologiegeschichte (Von der Alten Kirche bis zur Reformation) an der theologischen Fakultät der Universität Zürich. Silke-Petra Bergjan lebt mit ihrem Mann und zwei Kindern in Zürich. Sie forscht zu der Theologie und Philosophie in der Spätantike, Kultur- und Mentalitätengeschichte im 4./5. Jahrhundert und Kirchengeschichtsschreibung in der Frühen Neuzeit.

## Veröffentlichungen
- Theodoret von Cyrus und der Neuniziänismus. Aspekte der altkirchlichen Trinitätslehre (= Arbeiten zur Kirchengeschichte. Band 60). De Gruyter, Berlin/New York 1994, ISBN 3-11-013955-3 (Dissertation).
- Der fürsorgende Gott. Der Begriff der ΠΡΟΝΟΙΑ Gottes in der apologetischen Literatur der Alten Kirche (= Arbeiten zur Kirchengeschichte. Band 81). De Gruyter, Berlin/New York 2002, ISBN 3-11-017062-0 (Habilitationsschrift).
- als Herausgeberin mit Karla Pollmann: Patristic tradition and intellectual paradigms in the 17th Century (= Spätmittelalter, Humanismus, Reformation. Band 52). Mohr Siebeck, Tübingen 2011, ISBN 978-3-16-150581-2.
- mit Beat Näf: Märtyrerverehrung im frühen Christentum. Zeugnisse und kulturelle Wirkungsweisen (= Wege zur Geschichtswissenschaft. Band 52). Kohlhammer, Stuttgart 2014, ISBN 978-3-17-024142-8.
- als Herausgeberin mit Benjamin Gleede und Martin Heimgartner: Apollinarius und seine Folgen (= Studien und Texte zu Antike und Christentum. Band 93). Mohr Siebeck, Tübingen 2015, ISBN 978-3-16-153587-1.
- als Herausgeberin mit Susanna Elm: Antioch II. The many faces of Antioch. Intellectual exchange and religious diversity, CE 350–450 (= Civitatum orbis mediterranei studia. Band 3). Mohr Siebeck, Tübingen 2018, ISBN 978-3-16-155126-0.